# Península de Ungava
La península de Ungava es una península del norte de Canadá, limitada al oeste por las aguas de la bahía de Hudson; al norte, por las del estrecho de Hudson; y al este, por las de la bahía de Ungava. El nombre es de origen inuktitut y puede significar «aguas abiertas», refiriéndose a los inuits de Ungava, que vivían en la desembocadura del río Arnaud, afluente de la bahía.

## Geografía
La península de Ungava constituye la parte noroccidental de la península del Labrador y cubre un área de aproximadamente 252 000 km². Tiene una anchura, en dirección E-W, de unos 480 km y, en sentido N-S, de unos 420 km. Administrativamente, pertenece a la región Nunavik de la provincia canadiense del Quebec. La región es relativamente llana, con sólo pequeñas colinas y una meseta deshabitada en su parte central con una altura entre 300-600 m.
La región forma parte del Escudo Canadiense, una zona de rocas del precámbrico sacadas al desnudo en la última glaciación. Fue el punto de partida de la glaciación Laurentina que abarcaba la mayor parte de la América del Norte, al este de la Montañas Rocosas, ocurrida hace unos 11.000 años. La fusión completa de la cubierta de hielo en esta región tuvo lugar solamente hace unos 6500 años. 
En la región hay muchísimas lagunas formadas por los antiguos glaciares, que vierten en una multitud de ríos que alimentan la bahía de Hudson —ríos Kogalucy y Povungnitok—, el estrecho del mismo nombre y la Bahía de Ungava —río Arnaud (280 km), río de las Hojas (rivière aux Fueilles) (100 km) y Río Koksoak (140 km). También se encuentra en la península el cráter Pingualuit, en realidad un lago de 415 m de profundidad y 3,4 km de diámetro, que fue identificado en 1950 y es aún hoy uno de los impactos de meteorito mejor conservados del mundo. 
La península es rica en yacimientos minerales, que consiste principalmente de amianto, níquel, cobre, hierro y uranio. Esta riqueza está en gran parte sin explotar debido a los elevados costes de extracción.

## Población
Los aproximadamente 10 000 habitantes de la región, en su mayoría inuit, viven en 12 aldeas localizadas a lo largo de la costa. El pueblo más grande, Kuujjuaq, es también la capital administrativa de Nunavik. Ninguna carretera conecta estos pueblos y el transporte de mercancías se lleva a cabo, casi exclusivamente, por vía aérea, excepto algún transporte por buque durante el corto verano. Los desplazamientos en el verano se hacen en kayak o a pie y, en invierno, las motonieves han sustituido en general a los trineos de perros. Las aldeas de la península son: 
- Akulivik | Aupaluk | Inukjuak | Ivujivik | Kangiqsujuaq | Kangirsuk | Kuujjuaq | Puvirnituq | Quaqtaq | Salluit | Tasiujaq | Umiujaq

## Fauna y flora
La península de Ungava es una zona de tundra y permafrost (que puede alcanzar de 200 a 600 m de profundidad), donde no se puede encontrar ningún árbol, sino una amplia variedad de plantas durante el breve verano nórdico. El clima es continental polar, del tipo «ET» de la Clasificación climática de Köppen. Ninguna corriente cálida oceánica pasa cerca y la Corriente del Labrador muy fría que entra por el este modifica cualquier masa de aire caliente que pudiera llegar a ella. 

## Historia

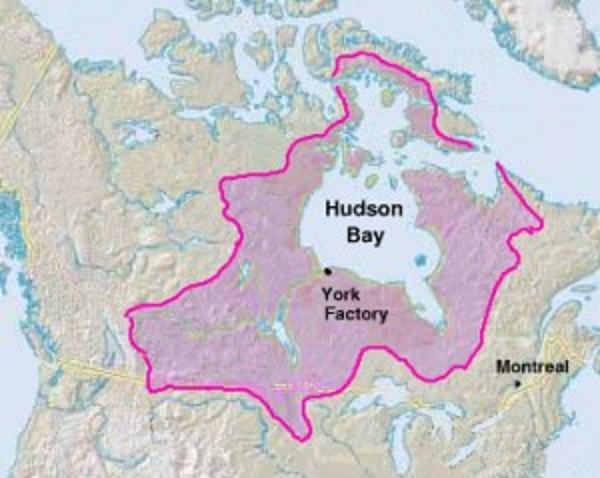
Tierra de Rupert, incluida la península de Ungawa.

Los inuit habrían llegado a esta región después de la fusión de la capa de hielo, hace cientos de años y vivirían principalmente de la caza de focas. 
En 1610, el explorador inglés Henry Hudson reconoció en barco toda el área de la bahía de Hudson y en 1670, el rey Carlos II de Inglaterra concedió el monopolio a la Compañía de la Bahía de Hudson sobre la cuenca hidrográfica de todos los ríos y arroyos que desembocaran en la bahía de Hudson —un área de 3,9 millones de km², más de un tercio del actual territorio de Canadá—, bajo el nombre de Tierra de Rupert (Rupert's Land). La compañía estableció puestos en toda la región, lo que condujo a las luchas franco-británicas por la posesión de esa parte de América del Norte (siglos XVII y XVIII), luchas que no acabaron hasta que fue confirmada la soberanía de Gran Bretaña en virtud del Tratado de Utrecht (1713). Los inuits que viven en la región siguieron practicando el comercio de pieles casi hasta la década de 1960 y aún hoy la tienda de la Bahía de Hudson sigue siendo el centro de cada comunidad de la península. 
En 1868, un año después de la aprobación del «Acte de l'Amérique du Nord britannique de 1867» que dio nacimiento al «Dominion de Canada», el Parlamento Imperial de Londres autorizó al gobierno a vender Tierra de Rupert («Acte de la Terre de Rupert», 1868). El Consejo Imperial de Londres cedió el territorio al Dominio de Canadá por decreto de 23 de junio de 1870. 
En 1895 el Parlamento canadiense dividió todos los Territorios del Noroeste en distritos, correspondiéndole a Quebec la zona situada al este del distrito de Ungava. Comprendía el actual territorio del Nord-du-Québec, incluida la península de Ungava, parte de la Abitibi-Témiscamingue, incluidas las zonas de captación de los ríos de la bahía de James, parte de la región de North Shore, la de las aguas que fluyen hacia el norte, y el interior de la tierra Labrador al norte del río Churchill. 
En 1898, la parte meridional del distrito de Ungava al sur del río Eastmain, al sur del paralelo 52°, se unió a la provincia de Quebec. Unos años más tarde, en 1912, el Parlamento canadiense aprobó la «Ley de extensión de las fronteras de Quebec» («Loi de l’extension des frontières de Québec») que transfirió el resto del Distrito de Ungava a la provincia de Quebec, prolongando su territorio hasta el Estrecho de Hudson y la Bahía de Ungava. Haciéndose eco del decreto imperial de 1870, la Ley federal de 1912 especifica que «la provincia de Quebec reconocerá los derechos de los indios en la misma medida, y obtendrá la entrega de la cesión de los territorios de la misma manera, que el Gobierno de Canadá ha hecho en otros lugares, y la citada provincia sufragará y adquirirá todas los cargas y dispensas, relacionados o derivadas de esta entrega».